# Laventille
Laventille es una localidad de Trinidad y Tobago, que forma parte de la región de San Juan-Laventille.

## Geografía
La localidad abarca parte de la isla Trinidad y limita al norte con St. Barbs  y Morvant, al sur con Beetham Estate, al este con Barataria y al oeste con Picton y Eastern Quarry.

## Demografía
Datos demográficos de la localidad de Laventille:
| Gráfica de evolución demográfica de Laventille entre 2000 y 2011 |
|                                                                  |